# Ghost In The Machine
Ghost in the Machine — четвертий студійний альбом англійського рок-гурту The Police, виданий в 1981 році на A&M Records.

## Про альбом
Запис платівки пройшов 1981 року в південному філіалі лондонської студії Джорджа Мартіна AIR Studios — на британському острові Монтсеррат в Карибському морі. Мартін навмисне створив свою другу студію в екзотичному оточенні і подалі від звичної цивілізації для стимулювання творчого процесу музикантів.
Назва та тематика альбому засновані на однойменній філософській книзі британського письменника-публіциста Артура Кестлера «The Ghost In The Machine» (1967). Сам Стінг так пише про це: «Книга розповідає про те, як сучасний мозок гомо сапієнса прив'язаний до більш старих та більш примітивних прототипів і як, при певних ситуаціях, ці рептильні методи мислення можуть піднятися і придушити наші вищі методи логіки та міркувань. Я намагався розібратися з усім цим, наскільки це можливо, в серії поп-пісень. Насильство в Північній Ірландії — у пісні „Invisible Sun“, скінхеди і наці — в „Rehumanize Yourself“, руйнівна патологія — в „Demolition Man“, похіть — в „Hungry For You“».
Обкладинка Ghost In The Machine зображує три обличчя учасників гурту, перетворених в цифрові зображення. За опитуванням телеканалу VH1, обкладинка потрапила в список 50 найкращих альбомних обкладинок (№ 45) всіх часів.
Альбом Ghost In The Machine був дуже популярний в 1981 році. Він був № 1 у Великій Британії та Австралії, № 2 — в США. Відтоді альбом занесений в різні списки «най-най». Британський журнал Q, наприклад, 2000 року включив його в список 100 найкращих британських альбомів усіх часів (№ 76).

## Список композицій
Всі пісні написані Стінгом, окрім зазначених.
| Перша сторона | Перша сторона                                    | Перша сторона |
| #             | Назва                                            | Тривалість    |
| ------------- | ------------------------------------------------ | ------------- |
| 1.            | «Spirits in the Material World»                  | 2:59          |
| 2.            | «Every Little Thing She Does Is Magic»           | 4:22          |
| 3.            | «Invisible Sun»                                  | 3:44          |
| 4.            | «Hungry for You (J'aurais toujours faim de toi)» | 2:52          |
| 5.            | «Demolition Man»                                 | 5:57          |

| Друга сторона | Друга сторона           | Друга сторона          | Друга сторона |
| #             | Назва                   | Автор                  | Тривалість    |
| ------------- | ----------------------- | ---------------------- | ------------- |
| 1.            | «Too Much Information»  |                        | 3:43          |
| 2.            | «Rehumanize Yourself»   | Стінг, Стюарт Коупленд | 3:10          |
| 3.            | «One World (Not Three)» |                        | 4:47          |
| 4.            | «Omegaman»              | Енді Саммерс           | 2:48          |
| 5.            | «Secret Journey»        |                        | 3:34          |
| 6.            | «Darkness»              | Коупленд               | 3:14          |

## Учасники запису
- Стінг — бас-гітара, контрабас, клавішні, саксофон, вокал
- Енді Саммерс — гітара, клавішні
- Стюарт Коупленд — ударні, клавішні

Додаткові музиканти
- Жан Руссель — фортепіано в «Every Little Thing She Does Is Magic»
- Олаф Кублер — саксофон в «Low Life»